# Нагата, Такэси
Такэси Нагата (Takesi Nagata; 24 июня 1913, Окадзаки, Айти, Япония — 3 июня 1991) — японский геофизик. Профессор Токийского университета, член Японской АН (1983) и Леопольдины (1966), иностранный член Национальной академии наук США (1969).
Окончил Токийский университет (1936). В 1943 году получил степень доктора наук. С 1941 года ассоциированный профессор Геофизического института альма-матер и с 1952 года её профессор.
В 1967—1971 гг. президент International Association of Geomagnetism and Aeronomy (IAGA), в 1972—1976 гг. вице-президент Scientific Committee on Antarctic Research (SCAR), член последнего с момента его учреждения в 1957 году. Впоследствии почётный член IAGA и SCAR.
Опубликовал более 400 научных работ.
Отмечен премией Японской академией наук (1951) и орденом Культуры (1974), а также Золотой медалью Королевского астрономического общества Великобритании (1987) — его высшей наградой.